# Marsha Ivins
Marsha Sue Irvins (Baltimore, Maryland 1951. április 15. –) amerikai űrhajósnő, a NASA egyik legtapasztaltabb pilótája, öt sikeres küldetés résztvevője. Majdnem minden tipusú űrrepülésben rész vett, repült a Columbia és az Atlantis űrrepülőgépekkel is, a Világűrben 55 napot, 21 órát és 48 percet töltött. Hobbija a repülés, a sütés és az olvasás.  

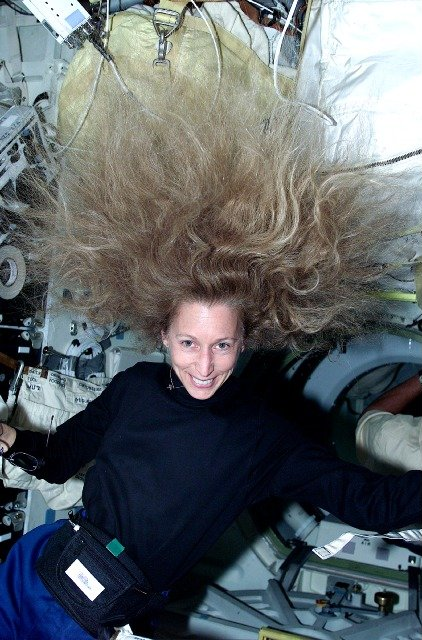
A súlytalanság állapotában.

## Élete
Egész életében a repülésre készült. 1967-ben tett egymotoros repülőgépvezetői vizsgát. A középiskolát 1969-ben végezte el Wallingfordban (Pennsylvania) a Nether Providence High School-ban, egyetemi végzettséget pedig a Colorado Egyetemen szerzett 1973-ban repülőmérnöki szakon. 1974-ben csatlakozott a NASA kötelékéhez, mint mérnök és a Lyndon B. Johnson Space Center-ben dolgozott 1980-ig, mint gépészmérnök (Man Machine Engineering), 2010. december 31-én ment nyugdíjba.

## Űrrepülések
(zárójelben a repülés időpontja)
- STS–32, a Columbia űrrepülőgép 9. repülésének küldetés specialistája. A küldetés során útnak indítottakt egy katonai kommunikációs műholdat, mely később geoszinkron pályára állt. Az út negyedik napján sikerült a beépített kanadai Canadarm (RMS) manipulátor  robotkarjával befogni, majd a Földre visszahozni a 9724 kilogramm tömegű LDEF (Long Duration Exposure Facility) tudományos műholdat, amely a Challenger űrrepülőgép 1984-es STS–41–C küldetése óta keringett orbitális pályán. Első űrszolgálata alatt összesen 10 napot, 21 órát és 00 percet töltött a világűrben. 7 258 096 kilométert repült, 172 alkalommal kerülte meg a Földet.
- STS–46, az Atlantis űrrepülőgép 12. repülésének küldetés specialistája. Egy műholdat pályairányba, egy laboratóriumot vizsgálati helyzetbe hoztak (visszanyerték). Második űrszolgálata alatt összesen 7 napot, 23 órát, 15 percet és 2 másodpercet (191 óra) töltött a világűrben. 5 344 643 kilométert (3 321 007 mérföldet) repült, 127  alkalommal kerülte meg a Földet.
- STS–62, a Columbia űrrepülőgép 16. repülésének küldetés specialistája. Az United States Microgravity Payload (USMP) mikrogravitációs laborítórium programját (60 kísérlet, kutatás, anyag előállítás) 12 órás váltásban teljesítette a legénység.  Tesztelték a Canadarm robotkar egy továbbfejlesztett, modernebb változatát. Harmadik űrszolgálata alatt összesen 13 napot, 23 órát és 16 percet (335 óra) töltött a világűrben. 9 366 617 kilométert (5 820 146 mérföldet) repült, 224 kerülte meg a Földet.
- STS–81, az Atlantis űrrepülőgép 18. repülésének küldetés specialistája. A Mir űrállomással dokkolt, több mint 3 tonna teheráru és csere legénység szállítása, szemét visszahozása. SpaceHab mikrogravitációs laboratóriumban kereskedelmi jellegű  kísérleteket, kutatásokat és gyártásokat végeztek. Negyedik űrszolgálata alatt összesen 10 napot, 4 órát és 56 percet (245 óra) töltött a világűrben. 6 100 000 kilométert (3 800 000 mérföldet) repült, 160 kerülte meg a Földet.
- STS–98, a Atlantis űrrepülőgép 23. repülésének küldetésfelelőse. A Nemzetközi Űrállomásre szállították az amerikai Destiny laboratóriumot. Első űrszolgálata alatt összesen 12 napot, 21 órát és 21 percet (309 óra) töltött a világűrben. 8 500 000 kilométert (5 300 000 mérföldet) repült, 171 alkalommal kerülte meg a Földet.

## Interjúk
- Interjú a Puskás Tivadar Távközlési Technikumban, 2012. december 6., angol nyelven,